# José Antonio Mexía
José Antonio Mexía Hernández (31 de diciembre de 1800 – 3 de mayo de 1839) fue un político y general mexicano del siglo XIX. Se desempeñó como secretario de la Legación de México en Washington entre 1829 y 1831. Mientras estuvo en los Estados Unidos se convirtió en uno de los fundadores del famoso Galveston.

## Primeros años
Nació alrededor de 1800 hijo de Pedro Mexía y su esposa Juana Josefa Hernández, pero se debate su lugar de nacimiento. Según el propio Mexía, su lugar de nacimiento fue Xalapa, Veracruz. Algunos historiadores citan registros que ponen su lugar de nacimiento como Cuba. Aunque los detalles de sus primeros años son escasos, perdió a su padre y su hermano en algún momento de la Guerra de Independencia de México y huyó a los Estados Unidos, donde adquirió fluidez en el idioma inglés.

## Carrera
Para 1822, Mexía regresaba a vivir a México y trabajaba como intérprete oficial para la Nación Cherokee, con el nombramiento del presidente de Coahuila y Tejas, José Félix Trespalacios. Mexía se convirtió en miembro activo de la Secretaría de Estado para Tamaulipas y el cobrador de aduanas de Tuxpan. Pasó dos años como el gran secretario de la Gran Logia de los Albañiles del Rito de York, una organización que algunos en México consideraron con matices políticos. listarse en el ejército, rápidamente ascendió al rango de general de brigada.
Mexía fue originalmente partidario de Antonio López de Santa Anna, quien fue elegido Presidente de México en una plataforma federalista. Durante la expedición de Mexía en 1832, viajó a Texas para sofocar la rebelión iniciada por los disturbios del Anáhuac. Como senador por el estado de México, participó en un levantamiento de 1834 contra el presidente Antonio López de Santa Anna , un ex federalista que cambió su política al centralismo. Dos meses después, fue capturado por las fuerzas centralistas en Jalisco y enviado al exilio.
Viajó a Nueva Orleans, Luisiana , donde alentó a los filibusteros estadounidenses a invadir México, reclutando colonos anglosajones con el pretexto de intermediarse para ellos. El 6 de noviembre de 1835, la goleta Mary Jane zarpó hacia Tampico, Tamaulipas, en la Expedición Tampico. Los estadounidenses, al darse cuenta de que habían sido engañados, no apoyaron el plan de Mexía de incitar a otro levantamiento contra Santa Anna. Treinta y un hombres fueron tomados prisioneros, pero Mexía logró escapar a Texas. Santa Anna ordenó la ejecución de los prisioneros. Tres murieron de enfermedad.
En 1839, Mexía se unió a la rebelión del general José de Urrea contra Santa Anna y fue derrotado y capturado en la batalla de Acajete. Por su participación en la rebelión. Mexía fue ejecutado por un pelotón de fusilamiento el 3 de mayo de 1839.

## Legado
La ciudad de Mexia, Texas , en el Condado de Limestone es parte de múltiples grandes extensiones de tierra otorgadas a la familia Mexía en 1833 por el gobierno de Coahuila y Tejas. Cuando la ciudad se presentó en la década de 1870, se le dio el nombre de la familia Mexía.

### Citas
1. 1 2  Tucker (2013) p.399
2. 1 2 3  Estep, Raymond. «José Antonio Mexía». Handbook of Texas Online. Texas State Historical Association. Consultado el 9 de enero de 2015.
3. ↑  Reséndez (2004) p.68
4. ↑  Todish,Todish,Spring (1998) pp.2,4,6
5. ↑  Teja (2010) p.50
6. ↑  «Mexia's Expedition». Handbook of Texas Online. Texas State Historical Association. Consultado el 9 de enero de 2015.
7. ↑  «Tampico Expedition». Handbook of Texas Online. Texas State Historical Association. Consultado el 9 de enero de 2015.
8. ↑  Smyrl, Vivian Elizabeth. «Mexia, Texas». Handbook of Texas Online. Texas State Historical Association. Consultado el 8 de enero de 2015.